# 雷句誠
雷句 誠 （らいく まこと、本名：河田 誠（かわだ まこと）、1974年8月23日 - ）は、日本の漫画家。岐阜県岐阜市出身。
1991年、県立岐阜城北高（旧：県立岐阜三田高校）在学中に「BIRD MAN」でまんがカレッジに入選、デビュー作となる。高校卒業後に上京し、藤田和日郎のもとで6年間アシスタントを務めた後、2001年1月から『週刊少年サンデー』（小学館）で『金色のガッシュ!!』を連載した。

## 来歴

### デビューまでの経緯
漫画家になろうと決心したのは高校1年生のとき。絵を描くことが好きなため画家になることも考えたが、ピカソなどの抽象画を見ても「普通の人に理解されにくい絵」がなぜ高価なのかわからなかった。ならば「自分は子供たちにも理解されて、みんなに喜んでもらえる漫画を描こう」、「そんな漫画家になろう」と決心する。漫画の描き方を知らなかった雷句は、他の漫画を真似して描きながら『サンデー』に投稿を始めた。しかし、何も賞がもらえず原稿が送り返されることが続くと、描いて送るだけでは駄目だと思い、高校2年生の頃に編集部に持ちこむことを決意する。岐阜から4時間以上かけて小学館に向かい、編集部からアドバイスをもらった。それから1年後の高校3年生のとき、その時点で「自分が持っているもの」や「自分の思い」を全部詰めこんだという『BIRD MAN』を描いて投稿すると、これがまんがカレッジに入選し、デビュー作となる。

### 転機となった作品
『金色のガッシュ!!』で2003年に第48回小学館漫画賞少年部門を受賞。同作は『金色のガッシュベル!!』のタイトルでテレビアニメ化された他、トレーディングカード化、テレビゲーム化、映画化など積極的なメディアミックス展開が取られ、また『月刊コロコロコミック』、『ちゃお』で別の新人漫画家による4コマ漫画連載などで児童層の取り込みが図られ、一躍人気作品となった。
漫画家になって良かったことは子供たちに喜んでもらえたことであり、子供たちが一生懸命ハガキにガッシュの絵を描いて送ってきてくれることが励みになったという。

### 小学館との決別
詳細は#小学館との訴訟を参照

### 講談社での連載へ
2008年12月30日のブログで「次の作品は講談社で描かせていただきます」と発表し、2009年9月9日に新創刊される『別冊少年マガジン』にて『どうぶつの国』が連載される事となった。また、この連載開始に合わせ、同時期に発行される3社5誌の合同企画として『雷句誠がやって来る　ヤァ!ヤァ!ヤァ!祭り』と題して、同作品を含め5作品が掲載されることとなった。なお、『どうぶつの国』以外は読み切りである。
2013年、『どうぶつの国』が第37回講談社漫画賞児童部門を受賞した。
2016年からは、『週刊少年マガジン』にて『VECTOR BALL』を連載していたが、2017年16号に予告無く最終回を迎える。最終頁には小さく「第一部完」の文字があり、作者コメント欄には『大変申し訳ありません。VECTOR BALLはこれで終わりとなります。』と掲載された。

### 自社での連載へ
2018年05月28日に、新しいマンガの制作・電子出版などを事業にするBIRGDIN BOARD株式会社を設立。代表取締役に就任した。
2022年3月からBIRGDIN BOARD株式会社による電子出版で、『金色のガッシュ!!』の続編となる『金色のガッシュ!!2』の連載を開始した。

## 人物

### 名前の由来
ペンネームの「雷句」は、雷が好きで「雷（ライ）」に何か付けようとゴロが良さそうなカ行の文字を当てはめている。また、英語での意味も良い「ライク」にした。
藤田和日郎はアシスタントに英語名の愛称を付けるのを常としており、そこからニックネームが「リック」になった。

### 趣味
バイク好き。『玄米ブレード』のネーム時に車と衝突事故を起こし骨折、入院しながらペン入れしている。2008年現在の愛車は2005年式のホンダ・ワルキューレルーン。雑誌『HONDA Bikes』に愛車と一緒のところを取材された事がある。また、ヤマハ・YZF-R1も所持している。

## 作風
初期の短編は青山剛昌や皆川亮二の影響が強いものだったが、藤田の元でのアシスタント時代後期から画風・作風共に藤田の影響が強まり、『ニュータウン・ヒーローズ』以降はその傾向が顕著になった。
藤田同様、少年漫画らしい「熱血」的描写が得意であり、いじめや複雑な人間関係を『金色のガッシュ!!』で描くなど、理不尽なものに対する強い思いを込めた描写が多く描かれている。

## 小学館との訴訟
雷句は2005年半ばに『金色のガッシュ!!』の終了までの構想(クリア編まで)がまとまり、週刊少年サンデー編集部にそれとなく連載終了を申し入れた。
しかし、アニメ放映の最中であり、映画2作目の公開も控えていたために、編集部は連載を引き延ばそうとした。それまでにも歴代の担当編集者全員とうまく噛み合わず、「雷句スタジオ」を有限会社化した際には、担当編集者へ雷句の税理士からの文書にて契約の変更を申し入れたが変更がなされずに1年以上経過。その結果、雷句が税務署に不備を指摘され、小学館の経理とトラブルになったこともある。なお、この時の追徴課税分は全額小学館に払わせている。
このような小学館との泥沼化した関係によってストレスを抱え込む。同年11月には編集者の度重なるアイディアの強要にストレスが限界を超える。なお、この編集者による引き延ばしのアイディアは最終的に全て断っていた。
この頃、仕事上のミスを指摘した際にアシスタントに怪我を負わせ、自らも机に右手を叩きつけたため全治2ヶ月の開放骨折（複雑骨折）となり、同年12月から翌2006年2月までの約3ヶ月間に及ぶ休載を余儀なくされた。
休載していた間に、当時執筆中であった『金色のガッシュ!!』「ファウード編」の終了後、約1年間をもって連載終了の確約を編集部に取り付けた。また、連載終了確約の際には「『金色のガッシュ!!』の終了後は、小学館との縁を切る」事を同時に申し入れている。
2007年12月に『金色のガッシュ!!』連載終了。雷句は2007年12月27日に原稿の一括返却を受けるが、数点欠けていたためにその後も数度返却要請を行う。2008年2月29日、最終的に5枚のカラー原稿の紛失が確定、同日にポジフィルムの返還の合意を得る。小学館は紛失原稿に対する賠償金として、カット扱いの1枚を1万円、他を原稿料1万7000円/枚とし、それらの3倍に相当する23万4000円+補償金26万6000円の計50万円を提示したが、雷句はこれを拒否した。また、『金色のガッシュ!!』終了確約の際に同時に申し入れていた、小学館と縁を切る旨も、雷句の思惑に反して慰留したため、その際の小学館側の対応を含め、諸問題が一層拗れることとなった。
雷句は、同年4月19日に自らのブログで描き下ろしのカラーイラスト2点をチャリティーオークションに出品することを発表。同年5月19日に企画終了。5月21日、ブログ上でファンの質問に答える形で「小学館との決別」を発表。オークションの落札価格である平均価格25万9000円、さらに、該当オークションのファン認知度の低さなどを加味し、原稿1枚に30万円の美術的価値があるという根拠の元、同年6月6日に小学館に対し、原稿5枚で150万円+慰謝料150万円+弁護士費用30万円、計330万円の損害賠償とポジフィルムの返還を求め東京地方裁判所に提訴した。
同日にブログで訴状と陳述書を公開。証拠物件としてウィキペディアの記述が2点使われている。自身の精神的苦痛を訴えると同時に、歴代担当編集者を実名で批判した。また、雷句の元アシスタントである漫画家酒井ようへいからの伝聞で、酒井の作品『東遊記』が編集主導の末に打ち切りとなったことに対しても編集者を実名で非難した。「雷句誠のアシスタントが酷い目に遭っていたから自分がこう言う事例を後に作っては行けないと考えての掲載」と公開した旨を記載しており、「成功した漫画家」の責任として、新人漫画家も含め「漫画家の地位向上」を訴えた。
この陳述書には多くの漫画家が反応。Webサイトやブログで過去にあった編集とのトラブルや原稿紛失話など相次いで苦言を呈した。特に、2007年「小学館からフリーになった」と公言していた漫画家新條まゆの内幕暴露はネット上で話題になった。
雷句と弁護士は「謝罪」「賠償金」「共同提言」などを求める和解のための訴訟戦術を取り、同年11月11日に小学館の謝罪と和解金255万円（内訳非公開）で和解成立、共同提言については実現しなかった。雷句は和解後の記者クラブの会見で、「美術的価値が受け入れられたと思っており、（漫画家にとって）とても大きな一歩だと思う」発言する一方で、帰宅後に書いたブログで不満を述べた。それに対し、雷句の担当弁護士は「勝訴的和解」と勝利宣言を行った。

## 作品リスト

### 連載
- ニュータウン・ヒーローズ（『週刊少年サンデー超』、1999年3月号 - 2000年8月号）
- 金色のガッシュ!!（『週刊少年サンデー』、2001年6号 - 2008年4・5合併号）
  - 金色のガッシュ!!2（各電子書店、2022年3月14日 - 連載中）
- どうぶつの国（『別冊少年マガジン』、2009年創刊号 - 2013年12月号）
- VECTOR BALL（『週刊少年マガジン』、2016年22・23合併号 - 2017年16号）

### 読み切り
※は短編集『玄米ブレード』（2003年）に収録。
- BIRD MAN - 『週刊少年サンデー増刊号』（1993年4月号）※
- 浪速超人伝 - 『週刊少年サンデー超』（1995年2月号）、原作：斉藤宗幸
- ユリネ・グレイト - 『週刊少年サンデー超』（1996年6月号）※
- 玄米ブレード - 『週刊少年サンデー超』（1996年12月号）、『少年サンデー特別増刊R』（1998年2月号）※
  - 玄米ブレンド - 『少年サンデー特別増刊R』（1998年2月10日）
- 哀愁戦士ヒーローババーン - 『週刊少年サンデー超』（1997年3月号）※
- アオソラ - 『月刊少年マガジン』（2009年10月号）
- どうぶつの国〜エピソード0〜 - 『週刊少年マガジン』（2009年41号）
- おやじゅ〜ライダー - 『ヤングキングアワーズ』（2009年11月号）
- Class Room - 『ジャンプスクエア』（2009年11月号）

## 関連人物

### 藤田和日郎
藤田和日郎のアシスタント（『うしおととら』中盤 - 『からくりサーカス』初期）を6年近く務めた。
高校を卒業して上京後、数か月で大ファンだった藤田和日郎のアシスタントになり、最初の頃は原稿にさわるのも怖かったという。6年間の下積み時代に技術を学んだだけでなく、藤田の勧めでたくさんの映画を観て本を読んだ。この期間の蓄積がなかったら今の自分はいないと語っている。

### アシスタント
アシスタントは最大5人（通常4人、多忙時に+1人）というシフトを取っていたが、出入りが非常に激しく、『金色のガッシュ!!』の33巻（最終巻）のアシスタント一覧のクレジットでは「1ヶ月以上勤務の子」という但し書きとともに17人の名が連ねられている。
- 酒井ようへい[21]
- 麻生羽呂[21]
- 黒田高祥[21]
- 田辺イエロウ[21]
- 上川敦志[21]
- 福井あしび[21]

## その他
東日本大震災の被災者の支援にも取り組んでおり、他の漫画家と共同で東日本大震災チャリティー同人誌「pray for Japan」で執筆する。